# Biserica Sfântul Ilie din Bacău
Biserica Sfântul Ilie este un lăcaș de cult ortodox de stil vechi din Bacău.

## Istoric
Biserica Sfântul Ilie din Bacău este prima biserică ortodoxă de stil vechi a cărei construcție a demarat chiar după Revoluția din 1989. Ideea ca acest sfânt lăcaș să fie înălțat, s-a produs chiar în noaptea de 22 decembrie, când Preasfințitul Ghenadie se afla la spovedit creștinii din Bacău. La scurt timp după aplanarea stării de conflict din țară, un grup de creștini a înaintat o cerere Mitropolitului Silvestru, pentru înființarea unei parohii, s-a primit aviz favorabil din partea Mitropoliei Slătioara.

## Cronologie

#### 1989
În inima credincioșilor din Bacău, și sub îndemnul arhipăstoresc al episcopului Ghenadie s-a înfiripat ideea construirii unei biserici ortodoxe de stil vechi, lăcaș de cult ce urma a fi folosit pentru oficierea slujbelor religioase necesare tuturor credincioșilor pentru mântuira sufletelor.

#### 1990
La scurt timp după aplanarea stării de conflict din țară, generată de Revolutia din 1989, un grup de creștini a înaintat o cerere Mitropolitului Silvestru (cererea nr 44∕30 martie 1990), pentru înființarea unei parohii, primind aviz favorabil din partea Mitropoliei Slătioara. 
Credincioșii din Bacău s-au mobilizat repede, începând toate formalitățile legale necesare construirii bisericii. În luna august 1990, datorită schimbării conducerii primăriei, s-a reușit definitivarea dosarului prin care Bisericii Ortodoxe de Stil Vechi i s-a atribuit o suprafață de teren pentru construire, concesionată pe durata existenței construcției (conform deciziei Primăriei municipiului Bacău nr 443/1 noiembrie 1990). 
Imediat, au început săpăturile fundației conform proiectului arhitectului Dan Dobreanu și al proiectantului de rezistență Jitaru din Dolhasca. În data de 18 noiembrie 1990, după Sfânta Liturghie s-a pus piatra fundamentală a bisericii Sfântul Ilie. La slujbă au participat Înalt Preasfințitul Mitropolit Silvestru Onofrei, preafințitul Vlasie Mogârzan, preasfințitul Demosten Ioniță, preasfințitul Ghenadie Gheorghe împreună cu un impresionant sobor de preoți și diaconi.
Tot în acest timp s-au procurat materialele necesare, cu ajutorul cărora, până la venirea frigului, s-a turnat fundația. 

#### 1991
În luna februarie au fost obținute, Autorizația de construcție și aprobările Ministerului Cultelor și ale Ministerului Amenajării Teritoriului. 
Lucrările de construcție au demarat rapid reușindu-se a se turna elevația și a se umple cu pământ fundația.S-au construit gardul de împrejmuire a terenului și drumul de acces către biserică de la stația de înaltă tensiune.

#### 1993
Oficierea slujbelor religioase a fost începută de sărbătoarea Sfinților Apostoli, de către preotul Gheorghe Prisecaru, iar slujbele se țineau în paraclisul nou construit.

#### 1998
Până în această perioadă s-a reușit ridicarea bisericii și acoperirea cu tablă. 
În toamna acestui an, conducerea Mitropoliei Slătioara a dispus schimbarea preotului paroh, noul numit fiind preotul stavrofor Mihai Marchidan ce păstorea parohia Adormirea Maicii Domnului din Salcia – Galați. Întrucât la Salcia se construia biserică nouă, s-a dispus ca preotul Mihai să păstoreasca în același timp ambele parohii. Astfel, în timp ce două duminici din lună preotul Mihai slujea la Salcia, preoți suplinitori la Bacău, pentru oficierea slujbelor de sâmbătă și duminică, veneau preoți de la mănăstirea Slătioara.
Prin eforturile deosebite ale noului preot paroh, sprijinit de credincioșii din parohie și nu numai, lucrările au continuat prin finalizarea tencuielilor interioare și exterioare, prin pictarea bisericii de către pictorul ieșean Gabriel Tănase (absolvent al facultății de Arte Plastice din cadrul Universității Al.I. Cuza), prin realizarea instalației de încălzire, prin modificări ale casei parohiale și ale gardului de împrejmuire a terenului.

#### 2005
La implinirea a 25 de ani de preoție, Sfântul Sinod, a hotărât ridicarea preotului paroh Mihai Marchidan la rangul de protopop al proaspetei înființate Protoierii a Bacăului, protoierie ce are în subordine un număr de 13 parohii.

#### 2006
Preotul Mihai a dispus începerea unei construcții noi de mare amploare ce conține la parter un paraclis tip capelă (casă mortuară); Turnul Clopotniță; și trapeză (bucătarie, sală de mese); la etaj spațiul fiind folosit pentru camere.

#### 2007
Lucrările bisericii au fost finalizate, astfel, ca urmare a sfaturilor primite de la episcopii Sfântului Sinod al Bisericii Ortodoxe de Stil Vechi, s-a hotărât ca Biserica Sfântul Ilie să fie sfințită pe 12 august (s.n.), lucru ce a și fost înfăptuit.

## Imagini

Rugând
Blessed church in the morning
Steagul României
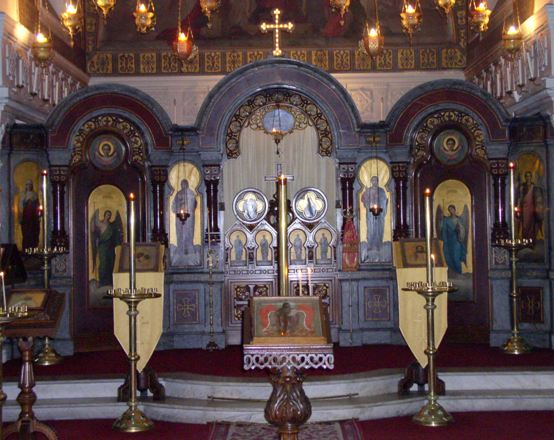
Iconostasul
Interiorul bisericii
Picturii bizantine - Altar
Byzantine painting above the right aisle
Picturii bizantine
Zi de sărbătoare la biserică

## Act de sfințire
În data de 12 august anul 2007, Sfântul Sinod al Bisericii Ortodoxe de Stil Vechi din România, reprezentat de mitropolitul Vlasie Mogârzan, preasfințitul episcop Ghenadie Băcăoanul, preasfințitul episcop Sofronie Suceveanul, preasfințitul episcop Flavian Ilfoveanul, preasfințitul episcop Teodosie Brașoveanul, preasfințitul episcop Antonie Ploieșteanul a săvârșit marele act de sfințire a bisericii. Alături de episcopii români, a fost și delegatul Sinodului de Rezistență din Grecia preasfințitul episcop Ambrozie de Methoni. La slujbă au participat și cei 50 de preoți și diaconi prezenți.
Printre oficialitățile ce au luat parte la slujbă menționăm pe: domnul Gabriel Berca prefect al Municipiului Bacău, domnul Romeo Stavarache primar al Municipiului Bacău, domnul Constantin Scripăț viceprimar al Municipiului Bacău, și alți delegați.